# A Damsel in Distress

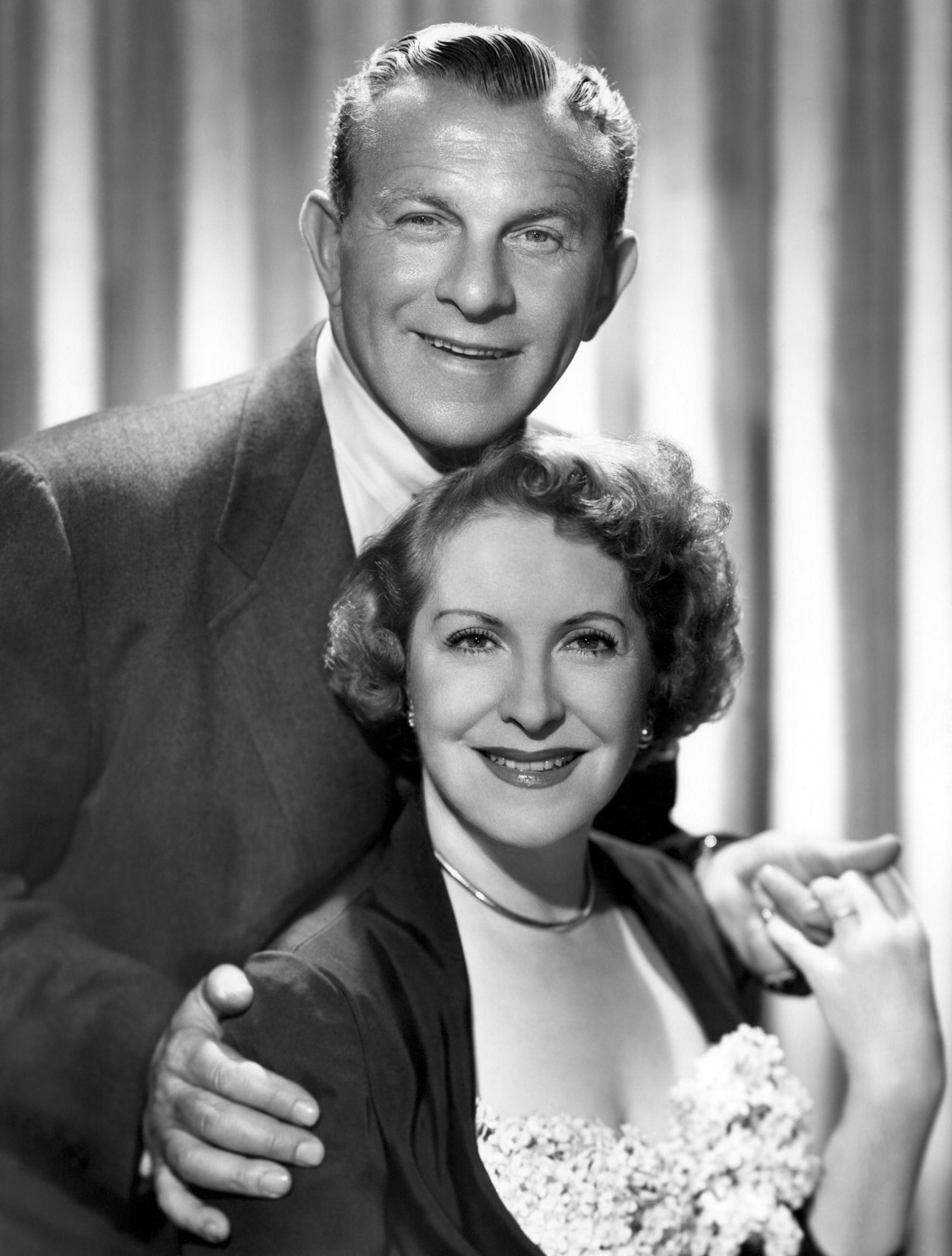
George Burns e Gracie Allen em fotografia de 1952. Casados desde 1926, eles formaram uma formidável dupla cômica, de enorme sucesso no vaudeville, rádio, cinema e televisão, entre as décadas de 1920 e de 1950. O matrimônio só chegou ao fim com a morte dela, em 1964.

A Damsel in Distress (Brasil: Cativa e Cativante / Portugal: Uma Donzela em Perigo) é um filme estadunidense de 1937, do gênero comédia musical, dirigido por George Stevens e estrelado por Fred Astaire e Joan Fontaine. O filme tem desenho de produção e direção de arte impecáveis, memorável trilha sonora de George e Ira Gershwin, grandes atuações dos coadjuvantes George Burns e Gracie Allen e um roteiro engraçado. Porém, ressente-se de uma competente protagonista feminina, de vez que Joan Fontaine ainda estava no estágio de aprendizado de sua profissão.
Astaire desejava fazer um filme sem Ginger Rogers, entretanto o resultado não foi o esperado e A Damsel in Distress foi o primeiro fracasso de sua carreira. Com isso, a RKO logo refez a parceria Astaire-Rogers em Carefree, lançado no ano seguinte.
Entre as canções, destacam-se Things Are Looking Up, Nice Work If You Can Get It, A Foggy Day in London Town e I Can't Be Bothered Now.
O filme, que é um remake de outra produção homônima de 1920, recebeu duas indicações ao Oscar, tendo vencido na categoria de Melhor Coreografia.

## Sinopse
Jerry Halliday, compositor norte-americano de comédias musicais luta contra as convenções da alta sociedade londrina para conquistar o coração de Lady Alyce Marshmorton. Ao contrário do que Jerry pensa, ela ama outra pessoa, mas com a ajuda de seus amigos George e Gracie, ele acredita que sua vitória está garantida.

## Premiações
| Prêmio | Categoria                                 | Situação          |
| ------ | ----------------------------------------- | ----------------- |
| Oscar  | Melhor Direção de Arte Melhor Coreografia | Indicado Vencedor |

## Elenco
| Ator/Atriz        | Personagem                |
| ----------------- | ------------------------- |
| Fred Astaire      | Jerry Halliday            |
| Joan Fontaine     | Lady Alyce Marshmorton    |
| George Burns      | George                    |
| Gracie Allen      | Gracie                    |
| Reginald Gardiner | Keggs                     |
| Ray Noble         | Reggie Byng               |
| Constance Collier | Lady Caroline Marshmorton |
| Montagu Love      | Lord John Marshmorton     |
| Harry Watson      | Albert                    |
| Jan Duggan        | Senhorita Ruggles         |